# Henriette-Amélie d'Anhalt-Dessau
Henriette-Amélie-Marie d'Anhalt-Dessau née le 16 août 1666 à Clèves et morte le 18 avril 1726 à Diez, est une régente du duché d'Anhalt-Dessau.
Elle est la fille de Jean-Georges II d'Anhalt-Dessau, et Henriette-Catherine d'Orange-Nassau et la petite-fille de Frédéric-Henri d'Orange-Nassau.

## Le mariage et la descendance
Elle épouse son cousin Henri-Casimir II de Nassau-Dietz en 1683. Lorsque Henri Casimir meurt en 1696, elle devient régente pour son fils, Jean-Guillaume-Friso d'Orange, qui succède à son père. Elle meurt en 1727, à l'âge de 59 ans et est enterrée à Dietz.
Ils ont neuf enfants :
- Guillaume de Nassau-Dietz (1685-1686), mort en bas âge ;
- Henriette de Nassau-Dietz (1686-1754), entre dans les ordres ;
- Jean-Guillaume-Friso d'Orange, prince de Nassau-Dietz (1687-1711), prince d'Orange épouse Marie-Louise de Hesse-Cassel ;
- Amélie de Nassau-Dietz (1689-1711), morte à 22 ans sans enfants ;
- Sophie de Nassau-Dietz (1690-1734), épouse en 1708 le duc Charles II de Mecklembourg-Schwerin (1678-1747), divorcés en 1710, sans postérité ;
- Isabelle de Nassau-Dietz (1692-1757), épouse en 1725 le prince Christian de Nassau-Dillenbourg (1688-1739) ;
- Jeanne de Nassau-Dietz (1693-1755), entre dans les ordres ;
- Louise de Nassau-Dietz (1695-1765), entre dans les ordres ;
- Henriette de Nassau-Dietz (1696-1736), entre dans les ordres.